# Ireno Fargas
Ireno Fargas Fernández (Sabadell, 3 de noviembre de 1961) es un deportista español que compitió en taekwondo. Ganó dos medallas en el Campeonato Mundial de Taekwondo en los años 1982 y 1983, y dos medallas en el Campeonato Europeo de Taekwondo en los años 1980 y 1982.

## Palmarés internacional
| Campeonato Mundial | Campeonato Mundial     | Campeonato Mundial | Campeonato Mundial |
| Año                | Lugar                  | Medalla            | Categoría          |
| ------------------ | ---------------------- | ------------------ | ------------------ |
| 1982               | Guayaquil (Ecuador)    | Medalla de bronce  | –84 kg             |
| 1983               | Copenhague (Dinamarca) | Medalla de oro     | –84 kg             |
| Campeonato Europeo |                        |                    |                    |
| Año                | Lugar                  | Medalla            | Categoría          |
| 1980               | Copenhague (Dinamarca) | Medalla de bronce  | –78 kg             |
| 1982               | Roma (Italia)          | Medalla de oro     | –84 kg             |

## Reconocimientos y distinciones
- Medalla de Plata de la Real Orden del Mérito Deportivo, otorgada por el Consejo Superior de Deportes (1994)[3]